# Dani Morer
Daniel "Dani" Morer Cabrera (Mataró, 5 februari 1998) is een Spaans voetballer die bij voorkeur als rechtsback speelt. Hij komt uit voor FC Barcelona B.

## Clubcarrière
Morer verruilde in 2009 CE Mataró voor FC Barcelona. In juli 2017 werd hij bij het tweede elftal gehaald. Op 19 augustus 2017 debuteerde hij in de Segunda División tegen CD Tenerife. Morer viel na 80 minuten in voor Marc Cardona. Barcelona B won met 1–2 in Valladolid.

## Interlandcarrière
Tarín speelde reeds meerdere interlands voor verschillende Spaanse jeugdselecties. Hij speelde onder meer tien interlands voor Spanje –17.